# 柳澤英子
柳澤 英子(やなぎさわ えいこ、1959年12月21日 - )は、日本の料理研究家・編集者。株式会社ケイ・ライターズクラブ　代表取締役。茨城県筑西市出身。

## 人物
- 1982年頃から編集・ライターの活動を開始。1987年、編集プロダクションの株式会社ケイ・ライターズクラブを設立。料理関連のムック、広告等の制作に携わるとともに、レシピ開発など食全般に関わる。
- 2002年、『ひとりごはん』を上梓。ひとり暮らし向けレシピ集の先駆けであり、シリーズ累計20万部以上のヒット作に。
- 2012年に25kgのダイエットに成功し、『ぐうたらダイエット』を上梓。テレビ出演や講演、番組等へのレシピ提供も開始した。
- 趣味は読書。

## 著書
- 「ずぼらさんでも続けられる！ぐうたらダイエット」(双葉社 2013年5月)
- 「万能白だし料理帖」(日東書院本社 2013年4月)
- 「ごちそう具だくさんソース」」(エンターブレイン 2012年6月)
- 「ゴーヤーバンザイ！」（地球丸 2012年4月）※料理監修
- 「辛い！おつまみ102」(河出書房新社 2011年7月)
- 「ポン酢バンザイ！」（地球丸 2011年7月）※料理監修
- 「フライパンひとつで！いつでもおいしい小麦粉レシピ」(河出書房新社 2011年5月)
- 「かしこい手抜きで毎日続く！ラクうま♪ひとりごはん」(河出書房新社 2011年4月)
- 「一品完結！キレイになれる！野菜たっぷり丼レシピ」(河出書房新社 2011年1月)
- 「手作りラ−油＆極うまレシピ」(河出書房新社 2010年7月)
- 「ごちそう焼きそば108品」」(日東書院本社 2010年2月)
- 「勝負つまみ」(大和書房 2009年2月)
- 「ひとり暮らしの台所」」(日東書院本社 2008年3月)
- 「もっとふたりごはん」(西東社 2007年4月)
- 「もっとひとりごはん」(西東社 2006年4月)
- 「きちんとごはんらくちんごはん」」(講談社 2005年10月)
- 「ふたりごはん」(西東社 2003年12月)
- 「ひとりごはん」(西東社 2002年12月)
- 「手づくりドレッシング・ソース・たれ」（西東社 1995年10月）※共著

## メディア
テレビ
- はなまるマーケット(TBSテレビ 2013年6月5日)
- めざせ!グルメスター(NHK BSプレミアム 2013年5月16日) グルメブレーン

イベント
- にがうり倶楽部PRESENTS「ゴーヤー礼賛!! ゴーヤーナイト！」(2012年7月13日) コメンテーターとして出演。

ラジオ
- MORNING CRUISIN'(Bayfm　2010年8月7日) ゲスト出演
- 山崎怜奈の誰かに話したかったこと。（TOKYO FM 2022年6月23日）トークコーナー「誰かに聞きたかったこと。」にゲスト出演